# Glaciar Traub

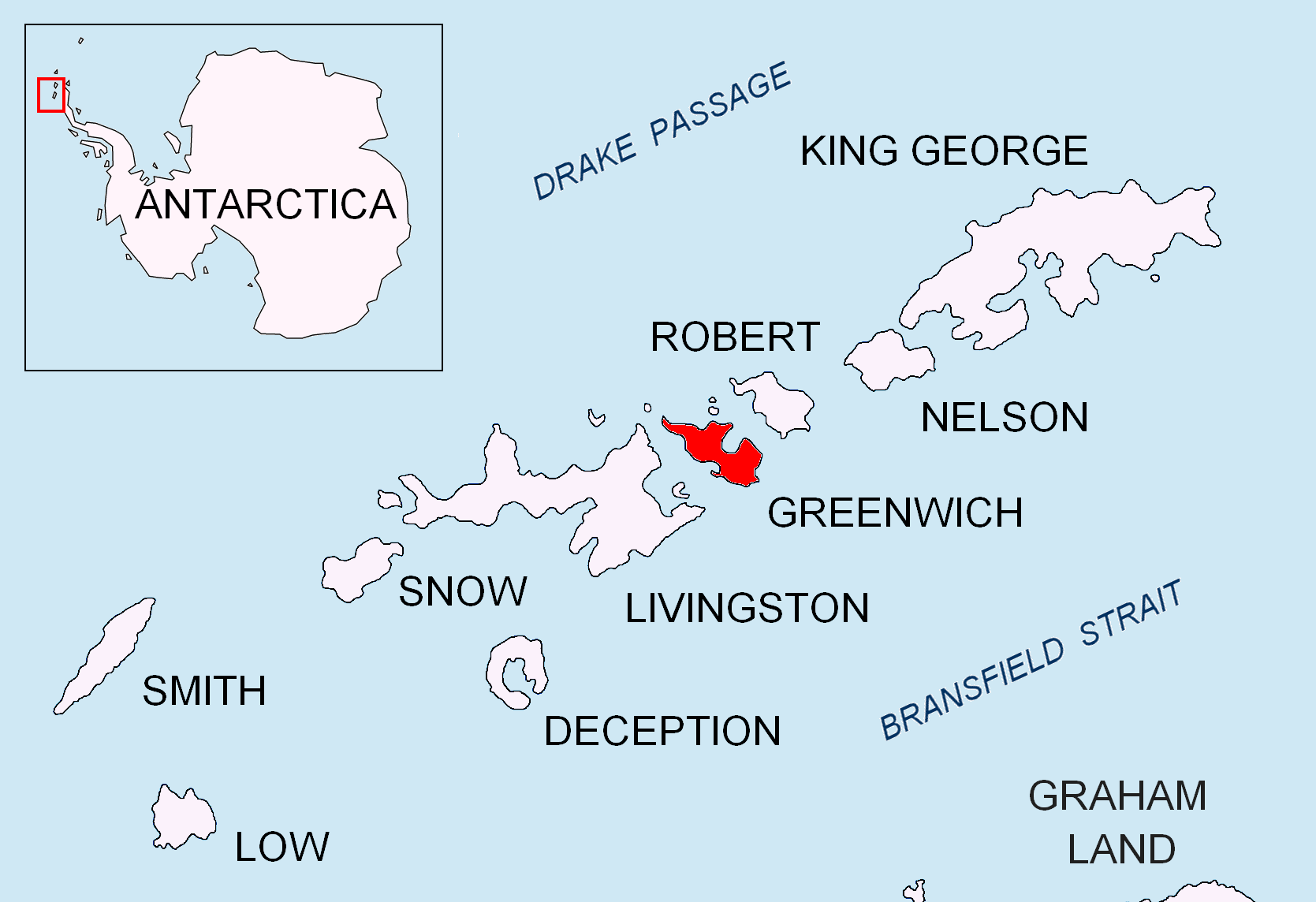
Ubicación de la isla Greenwich en las islas Shetland del Sur.

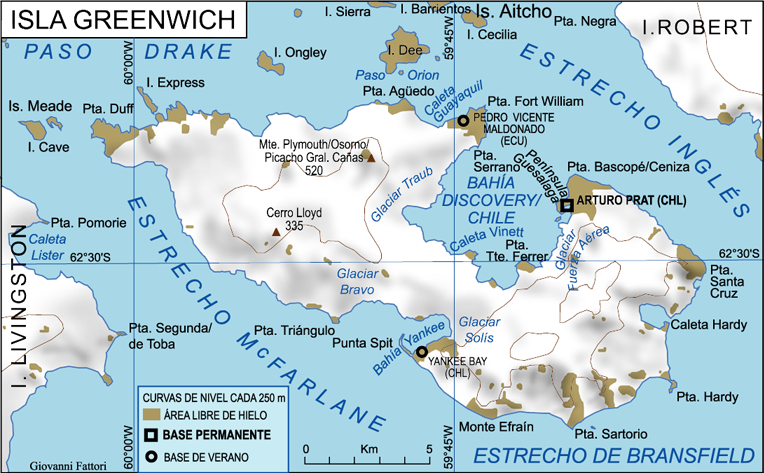
Isla Greenwich mostrando el Glaciar Traub en el centro del mapa, al oeste de Bahía Discovey/Chile.

El Glaciar Traub (62°28′00″S 59°47′00″O / -62.46667, -59.78333) se encuentra situado al oeste de punta Riquelme, en la costa noroeste de bahía Chile, isla Greenwich, islas Shetland del Sur. Su nombre proviene por el teniente segundo contador Norberto Traub, miembro de la Primera Expedición Antártica Chilena de 1947.

## Mapas
- L.L. Ivanov et al. Antarctica: Livingston Island and Greenwich Island, South Shetland Islands. Scale 1:100000 topographic map. Sofia: Antarctic Place-names Commission of Bulgaria, 2005.
- L.L. Ivanov. Antarctica: Livingston Island and Greenwich, Robert, Snow and Smith Islands. Scale 1:120000 topographic map.  Troyan: Manfred Wörner Foundation, 2009.  ISBN 978-954-92032-6-4